# Spring League IAAFL 2018
La Spring League IAAFL 2018 sarà la 4ª edizione dell'omonimo torneo, primo giocato con la formula del football a 5, organizzato dalla IAAFL in collaborazione con l'AICS. Il torneo inizierà il 29 aprile 2018 e terminerà il 17 giugno 2018.

## Squadre partecipanti
| Club                            | Città          | Stadio | Sponsor ufficiale | Risultato nella stagione 2017 |
| ------------------------------- | -------------- | ------ | ----------------- | ----------------------------- |
| Italian Football Academy Milano | Gaggiano       |        |                   |                               |
| Mustangs Mantova                | Mantova        |        |                   |                               |
| Salamanders Virgilio            | Borgo Virgilio |        |                   |                               |
| Tigers Cremona                  | Cremona        |        |                   |                               |

## Stagione regolare

### 1ª giornata
| Gaggiano 29 aprile 2018, ore 14:00 CEST | Italian Football Academy Milano | 65 – 6 referto | Salamanders Virgilio | Seamen Academy Field |

| Gaggiano 29 aprile 2018, ore 15:20 CEST | Salamanders Virgilio | 14 – 20 referto | Tigers Cremona | Seamen Academy Field |

| Gaggiano 29 aprile 2018, ore 16:40 CEST | Tigers Cremona | 12 – 26 referto | Italian Football Academy Milano | Seamen Academy Field |

### 2ª giornata
| Cremona 13 maggio 2018, ore 14:00 CEST | Tigers Cremona | 12 – 19 (12-13 0-6) referto | Italian Football Academy Milano | C.S. "Villa Angiolina" |

| Cremona 13 maggio 2018, ore 15:20 CEST | Italian Football Academy Milano | 27 – 18 (12-12 15-6) referto | Mustangs Mantova | C.S. "Villa Angiolina" |

| Cremona 13 maggio 2018, ore 16:40 CEST | Mustangs Mantova | 12 – 12 (6-6 6-6) referto | Tigers Cremona | C.S. "Villa Angiolina" |

### 3ª giornata
| Mantova 27 maggio 2018, ore 14:00 CEST | Mustangs Mantova | 38 – 6 referto | Tigers Cremona | Stadio Danilo Martelli |

| Mantova 27 maggio 2018, ore 15:20 CEST | Tigers Cremona | 20 – 26 referto | Salamanders Virgilio | Stadio Danilo Martelli |

| Mantova 27 maggio 2018, ore 16:40 CEST | Salamanders Virgilio | 6 – 20 referto | Mustangs Mantova | Stadio Danilo Martelli |

### 4ª giornata
| Suzzara 17 giugno 2018, ore 14:00 CEST | Salamanders Virgilio | 21 – 44 referto | Italian Football Academy Milano | C.S. Pavarini |

| Suzzara 17 giugno 2018, ore 15:20 CEST | Italian Football Academy Milano | 19 – 8 referto | Mustangs Mantova | C.S. Pavarini |

| Suzzara 17 giugno 2018, ore 16:40 CEST | Mustangs Mantova | 56 – 20 referto | Salamanders Virgilio | C.S. Pavarini |

### Classifica
- PCT = percentuale di vittorie, G = partite giocate, V = partite vinte, N = partite pareggiate, P = partite perse, PF = punti fatti, PS = punti subiti

| Pos. | Squadra                         | PCT   | G | V | N | P | PF  | PS  |
| ---- | ------------------------------- | ----- | - | - | - | - | --- | --- |
| 1    | Italian Football Academy Milano | 1.000 | 6 | 6 | 0 | 0 | 200 | 77  |
| 2    | Mustangs Mantova                | .583  | 6 | 3 | 1 | 2 | 152 | 92  |
| 3    | Tigers Cremona                  | .417  | 6 | 2 | 1 | 3 | 82  | 135 |
| 4    | Salamanders Virgilio            | .167  | 6 | 1 | 0 | 5 | 93  | 225 |

## Verdetti
- Italian Football Academy Milano Campioni Spring League IAAFL 2018.